# Greg Raymer
Gregory Paul Raymer (Minot, Dakota do Norte, 25 de junho de 1964) é um jogador de pôquer profissional, vencedor do evento principal da World Series of Poker em 2004.
Também é conhecido pelo apelido de Fossilman, por colecionar fósseis e também porque usa um óculos que imita os olhos de um réptil, durante os torneios em que disputa.

## Biografia
Casado com Cheryl e pai de Sophie, Raymer nasceu em Minot no estado americano de Dakota do Norte. Durante a infância sua família mudou-se várias vezes, morando também em Clearwater no estado da Flórida, fixando-se posteriormente em St. Louis no estado de Missouri.
Concluiu seus estudos na Parkaway High Scholl em St. Louis, em 1992 formou-se advogado pela University of Minnesota Law School, exercendo a profissão durante uma década .

## Carreira no Poker
Raymer começou a jogar pôquer na faculdade, tendo percorrido diversos patamares de apostas até iniciar a disputar torneios nos cassinos de Connecticut. Em 1996 alcançou a sua primeira posição premiada num torneio ao vivo, algo que repetiria inúmeras vezes nesses locais, alcançando também boas posições nas mesas à dinheiro.
No início de sua carreira, Raymer conseguia aumentar o seu saldo bancário comprando protetores de cartas feitos de fóssil e vendendo-os nas mesas.  Foi este hábito que lhe gerou o apelido FossilMan, usado por ele até hoje.
Em 2004 Raymer conseguiu, jogando poker pela internet através do site Poker Stars, uma vaga para disputar o World Series of Poker. Sagrou-se campeão do evento ganhando o prêmio de 5 milhões de dólares.
Em 2005 Raymer assinou um contrato de exclusividade com o site Poker Stars.
Após a vitória de 2004, Raymer voltou a disputar o evento principal da Série Mundial de Pôquer em 2005, tendo nesta edição terminado na 25ª posição, o mais próximo que um jogador esteve de repetir a vitória em anos consecutivos desde Johnny Chan. O evento principal de 2005 contou com a participação de mais de 5 mil jogadores, Raymer ganhou um prêmio de mais de 300 mil dólares.
Participou também do torneio inglês British Poker Open, finalizando como 3° colocado.
Até 2005 seus lucros com o Poker ultrapassavam os $5.700.000,00.

## Curiosidades
Greg Raymer tem como hobby colecionar fósseis, o que fez com que ele recebesse o alcunha de fossilman, em suas aparições na World Series of Poker ele utilizava como amuleto um pequeno fóssil que colocava sobre as cartas que recebia.
Ao contrário da maioria dos jogadores de poker profissionais, Raymer prefere não disputar muitos torneios ou campeonatos, privilegiando participar do World Series of Poker.
Em uma entrevista em dezembro de 2006 ele declarou ser alérgico a álcool e brincou dizendo que em 2008 se canditaria a vice-presidente dos Estados Unidos.